# Cássia dos Coqueiros
Cássia dos Coqueiros – miasto i gmina w Brazylii, w stanie São Paulo. Znajduje się w mezoregionie Ribeirão Preto i mikroregionie Batatais.